# 李林洪
李林洪（1942年8月—2020年3月31日），江西丰城人，中国陶瓷艺术家，景德镇陶瓷大学教授。

## 生平
1942年生于景德镇。1966年毕业于景德镇陶瓷学院美术系雕塑专业。1966年参加工作，担任景德镇陶瓷学院美术系基础教研室主任。1995年获评教授，2000年获评硕士生导师。是中国美术家协会会员、中国工艺美术学会高级会员、中国版画家协会会员。2005年8月退休。
善于用瓷板和釉彩构筑现代陶板画。作品曾被中国美术馆和中国工艺美术馆收藏。著有《山水画技法新编》《李林洪画集》等。
2020年3月31日8时32分在景德镇逝世。